# Route nationale 155
Die N155 war eine französische Nationalstraße, die 1824 zwischen Orléans und Saint-Malo, von der N12 zwischen Alençon und Mayenne zweigeteilt, festgelegt wurde. Sie geht auf die Route impériale 175 zurück. Ihre Gesamtlänge betrug 292 Kilometer. 1949 wurde der Laufweg der N12 über Fougères verlegt und dabei gab die N155 ihren Abschnitt zwischen Mayenne und Fougères an diese ab. Ihre Länge verringerte sich um 44 Kilometer. 1973 wurde sie zwischen Ormes und Saint-Malo abgestuft und der restliche Abschnitt zwischen Orléans und Ormes fiel an die N157. 1978 wurde die zwischen Heudebouville und Louviers verlaufende N182A in N155 umnummeriert. Diese wurde dann 2006 abgestuft. Nordwestlich von Orléans wurde wegen eines Militärflugplatzes der ursprüngliche geradlinige Verlauf unterbrochen und durch eine südwestliche Umfahrung des Geländes ersetzt.

## N155a
Die N155A war von 1933 bis 1973 ein Seitenast der N155, der von dieser östlich von Saint-Malo abzweigte und nach Cancale verlief. Ihre Länge betrug 9 Kilometer.